# Vincenzo Tiberio
Vincenzo Tiberio (Sepino, 1 de maig de 1869- Nàpols, 7 de gener de 1915) va ser un metge italià que pertanyia al Cos Sanitari de la Marina Militar. Mentre estudiava a la Universitat de Nàpols, va posar en relació els problemes intestinals d'uns veïns seus a Arzano amb la desinfecció periòdica d'un pou d'on treien l'aigua per beure. Això el va portar a estudiar els fongs de floridura i a descobrir-ne el seu poder bactericida, que va publicar l'any 1895. No va ser fins a l'any 1928 que Alexander Fleming, va fer la primera aplicació mèdica de la penicil·lina.
A Roma un carrer porta el seu nom.